# Nastrój
Nastrój – utrzymujące się przez dłuższy okres zabarwienie emocjonalne wszystkich przeżyć, zarówno doświadczane subiektywnie i relacjonowane, jak również możliwe do obserwacji przez otoczenie.
Nastrój (ang. mood) jest składową temperamentu i wykazuje stałe i zindywidualizowane cechy; u osoby zdrowej psychicznie waha się zależnie od wpływu rozmaitych czynników zewnętrznych i wewnętrznych, nie przekraczając granic płytkiej subdepresji i słabo nasilonej hipomanii.

## Elementy neurobiologii nastroju
W regulacji nastroju i napędu psychoruchowego uczestniczą liczne obszary kory (przede wszystkim kora przedczołowa) i ośrodki podkorowe, m.in. należące do międzymózgowia i śródmózgowia (ciało migdałowate, prążkowie, wzgórze, hipokamp i wiele innych). Neurony mózgu łączą te obszary w pętle korowo-korowe, korowo-prążkowiowo-wzgórzowo-korowe (CSTC) i inne. W utworzonych sieciach neuronów zachodzi analiza zbiorów informacji o otoczeniu (środowisku przyrodniczym i społecznym), docierających do mózgu za pośrednictwem zmysłów (zob. bodziec w fizjologii i w psychologii) oraz sygnałów endogennych, pochodzących z wnętrza organizmu (np. o bólu, zmęczeniu, głodzie; zob. też oś jelitowo-mózgowa). Od wyniku tej analizy zależą dalsze zachowania (zob. np. układ nagrody). 
| Symbol | Nazwa obszaru                                                               | Zachowania, hipotetycznie powiązane z obszarami |
| ------ | --------------------------------------------------------------------------- | --- |
| A      | ciało migdałowate (amygdala)                                                | strach, niepokój, panika |
| BF     | podstawne przodomózgowie (basal forebrain)                                  | pamięć, czuwanie |
| C      | móżdżek (cerebellum)                                                        | napęd |
| H      | hipokamp (hippocampus)                                                      | pamięć, ponowne przeżywanie |
| HY     | podwzgórze (hypothalamus)                                                   | sen, apetyt, hormony |
| NA     | jądro półleżące (nucleus accumbens)                                         | urojenia, omamy, przyjemność, zainteresowanie, libido, zmęczenie, euforia, nagroda, motywacja, |
| NT     | ośrodki neuroprzekaźnika w pniu mózgu (brainstern neurotransmitter centers) | |
| PFC    | kora przedczołowa (prefrontal cortex)                                       | funkcje wykonawcze, uwaga, koncentracja, emocje, impulsy (np. wybuchy gniewu), obsesje, kompulsje, napęd, zmęczenie, luminacje, martwienie się, ból, objawy negatywne, wina, tendencje samobójcze |
| S      | prążkowie (striatum)                                                        | kluczowe miejsce przekaźnikowe z PFC, napęd |
| SC     | rdzeń kręgowy (spinal cord)                                                 | ból |
| T      | wzgórze (thalamus)                                                          | ból, czuwanie, przekazywannie czuciowe do kory i z kory |

Działanie sieci jest zależne od neuroprzekaźników, docierających do poszczególnych jej węzłów. Za główne regulatory nastroju uważane są dopamina i noradrenalina (również serotonina, acetylocholina i histamina). 

Projekcje noradrenaliny rozpoczynają się przede wszystkim w miejscu sinawym w pniu mózgu (NT). Projekcje wstępujące regulują m.in. nastrój, wzbudzenie, funkcje poznawcze, a zstępujące rozchodzą się w dół, do rdzenia kręgowego i regulują szlaki przewodzenia bólu

W zmiennych warunkach życia człowieka dochodzi do naturalnych krótkookresowych zmian nastroju, zgodnych z sytuacją. W niektórych przypadkach wahania nastroju są znacznie większe i pojawiają się bez usprawiedliwiających je czynników zewnętrznych (zmiany egzogenne). W przypadkach wystąpienia takich endogennych wahań nastroju (tj. zaburzenia afektywne dwubiegunowe) jest potrzebna terapia (m.in. psychofarmakoterapia zaburzeń psychicznych).

## Rodzaje nastroju
- nastrój prawidłowy (eutymia) – obejmuje zwykły zakres wahań nastroju, bez nastroju wyraźnie obniżonego lub wzmożonego
- nastrój obniżony (depresja) – nastrój z poczuciem smutku:
  - dysforia – nastrój obniżony z cechami drażliwości, skłonnością do agresji i czynów impulsywnych
  - minorowy – pełen smutku, melancholii i żalu
  - nastrój żałobny – nastrój smutku związany z realną utratą
- nastrój wzmożony – nastrój z poczuciem radości:
  - euforia – nastrój wzmożony z przeżyciem szczęścia, wielkości, bez zwiększonej aktywności psychoruchowej
  - ekstaza – nagłe przeżycie nieopisanego szczęścia
  - mania – nastrój wzmożony z cechami ekspansywności, nadmiernym przekonaniem o możliwościach, z towarzyszącą wzmożoną aktywnością psychiczną i ruchową; lekkie nasilenie – hipomania
- labilność – wahania między nastrojem wzmożonym a obniżonym
- drażliwość – łatwe wpadanie w gniew
- anhedonia – niemożność odczuwania przyjemności powodująca zaprzestanie wykonywania czynności dających uprzednio przyjemność
- aleksytymia – niemożliwość wyrażenia za pomocą słów swoich stanów emocjonalnych